# Frane Milčinski-Ježek
Frane Milčinski-Ježek était un humoriste, écrivain, acteur, metteur en scène, poète et chanteur yougoslave d'expression slovène. Il était l'un des artistes slovènes les plus polyvalents du XXe siècle. En sa mémoire, Radiotelevizija Slovenija décerne chaque année des prix Ježek (sl).

## Pseudonyme
Son pseudonyme vient du tandem de divertissement Ježek à Joužek, dans lequel il a joué au début de sa carrière.

## Biographie
Frane Milčinski-Ježek est né à Ljubljana en tant que troisième enfant de la famille de l'éminent écrivain et juge Fran Milčinski (en) et de sa mère Marija Milčinska. Il est entré en contact avec le théâtre à un âge précoce, a également collaboré avec la radio et en 1940 a obtenu un emploi comme acteur dans le théâtre national slovène de Ljublana. 
Il est apparu dans de nombreuses histoires de son père. Tous deux, père et fils, se sont produits sur Radio Ljubljana. Ježek est apparu pour la première fois à la radio en 1936. Il a étudié sans succès à la Faculté de droit et d'études slaves, mais a préféré jouer avec le Théâtre Grabancijaši à Zagreb, le Théâtre Toti et dans la saison de théâtre 1933/1934 avec le Théâtre Šentjakob (sl) à Ljubljana, où il a joué 13 rôles dans 93 représentations. Pendant l'occupation (1941), il est arrêté par les Italiens pour avoir déclaré que ni les Allemands ni les Italiens ne gagneraient la Seconde Guerre mondiale. Il sera emprisonné au camp de concentration de Gonars. Après avoir purgé une peine d'un an, il travailla dans le théâtre et l'opéra et a publié des chansons. Le jour de la libération, le 9 mai, il commença à travailler à la radio et devient, en 1947, rédacteur en chef de Pavliha. En 1952, il a écrit Zvezdica Zaspanka (sl) (illustré comme un conte de fées pour enfants plus grands ou plus petits - également en anglais), la première pièce radiophonique slovène pour enfants, un scénario pour le film pour la jeunesse Kekec (sl), des chansons pour le film Don't Whisper et joué des rôles dans ces films. Dans les années suivantes, il écrivit plusieurs pièces radiophoniques et commença à collaborer avec la télévision dans l'enregistrement de sketchs et d'émissions de divertissement. En 1972, il enregistra ses propres chansons.

## Famille
Son père était l'écrivain Fran Milčinski (auteur du livre Butalci), sa sœur aînée Breda Milčinski Slodnjak une érudite en études slaves, son frère aîné Janez Milčinski (sl) (un expert médico-légal) et son frère cadet Lev Milčinski (sl) était un psychiatre slovène renommé. Sa femme était Jana Milčinski (en) (née Podkrajšek), une écrivaine. Ses fils sont Matija Milčinski, réalisateur, et Matevž Milčinski, ingénieur en mécanique. Sa petite-fille est Nana Milčinski (sl), dramaturge et metteur en scène. Son petit-fils est Juš Milčinski, un improvisateur de premier plan et organisateur du projet impro liga.

Portraits
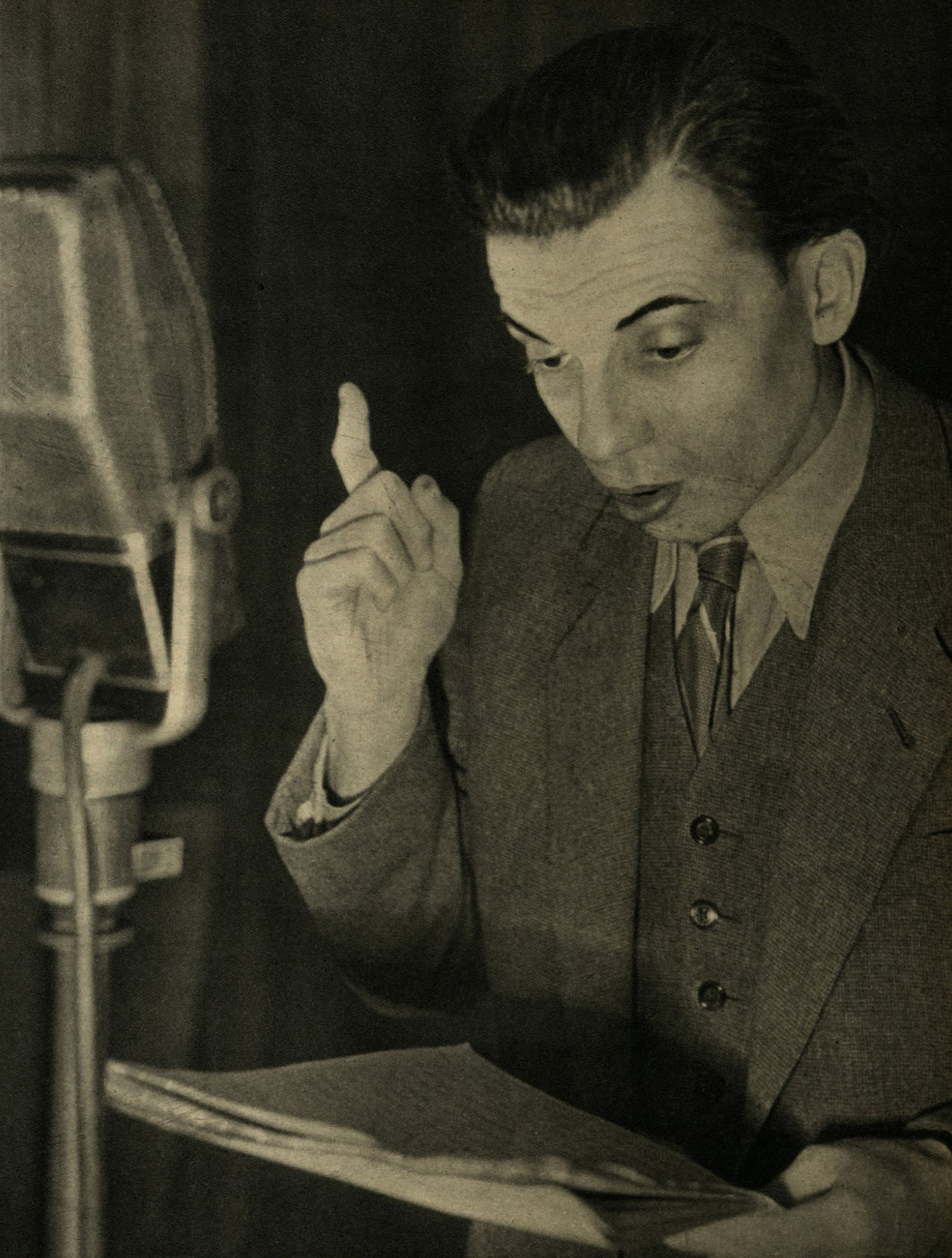
En 1948
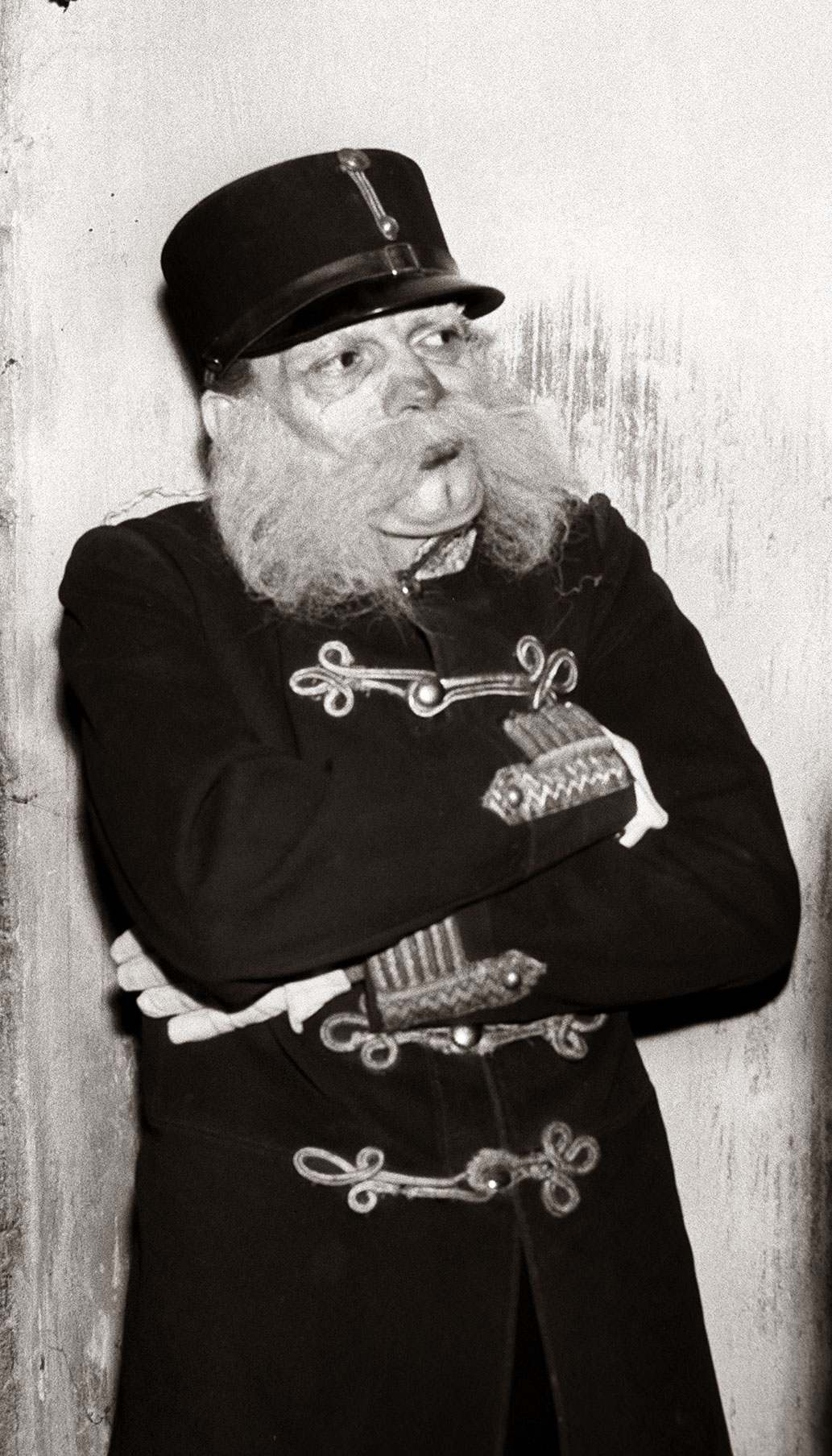
En 1958
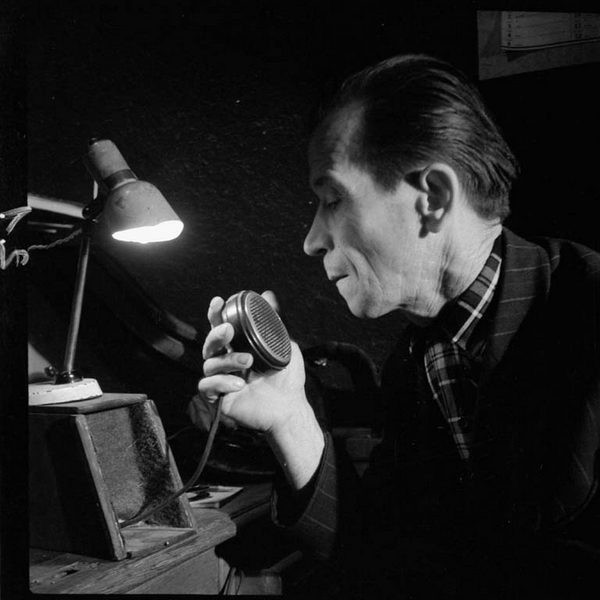
À la fin des années 1950. Photo de Edi Šelhaus (sl)
Photographié par Milan Kumar en 1962

Films où il a joué
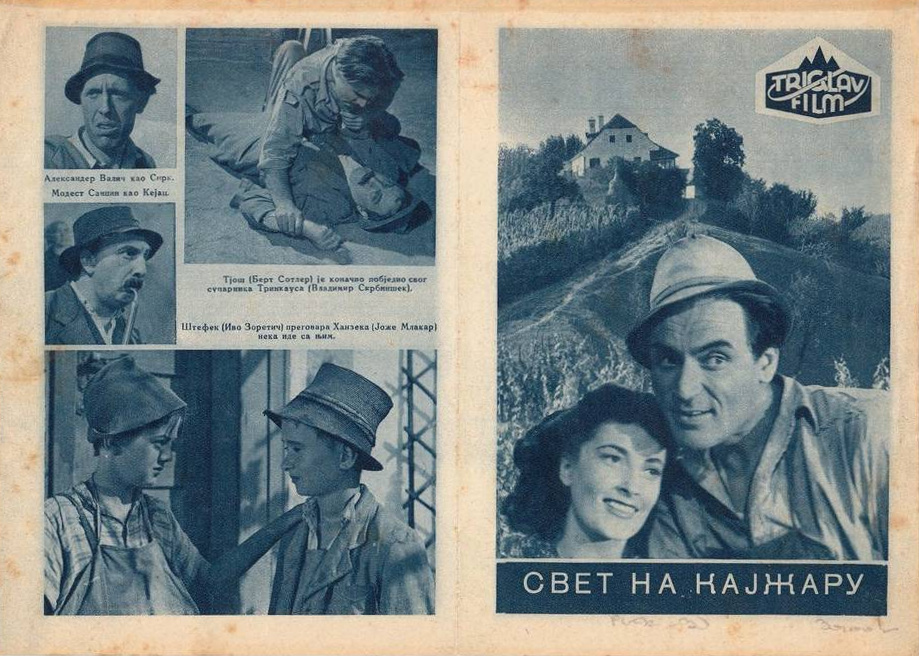
Svet na Kajžarju (en)